# Jeff M. Fettig
Jeff M. Fettig (né vers 1958) est un homme d’affaires américain. Il est le PCA et PDG de la Whirlpool Corporation depuis 2004. En avril 2017, sa décision de fermer une usine à Amiens fait immersion dans l'élection présidentielle française de 2017.

## Enfance et études
Jeff M. Fettig naît aux alentours de 1958. Il grandit dans une ferme à Tipton dans l'Indiana. Il reçoit une licence en finance de l’Université de l'Indiana à Bloomington en 1979 et un MBA de son école de commerce, la Kelley School of Business, en 1981,.

## Carrière
Fettig rejoint la Whirlpool Corporation en tant qu’apprenti de gestion en marketing en 1981. Il devient vice président ainsi que président de sa filiale Whirlpool Europe et Asie de 1994 à 1999, puis son président et directeur des opérations de 1999 à 2004,. Il est PCA et PDF depuis 2004. Il a gagné 14,4 millions $ en 2010, et 7,33 millions $ en 2012.
Fettig est membre du directoire de Dow Chemical depuis 2003. Il appartient aux Business Leaders for Michigan. Il est aussi membre du conseil des gouverneurs du Boys and Girls Clubs of America.
En avril 2017, Fettig est vivement critiqué par François Ruffin pour son projet de fermeture d’une usine de sèche-linges à Amiens en France, pour en ouvrir une autre en Pologne, où les salaires sont plus bas, alors même qu’il augmente les dividendes de ses actionnaires de 10%. Cette fermeture d’usine devient un sujet lors de l’ élection présidentielle française de 2017. Ainsi, Marine Le Pen et Emmanuel Macron visitent tous les deux l’usine avant le second tour.

## Vie personnelle
Fettig réside à Saint-Joseph dans le Michigan. Il a fait des dons au Parti républicain.

## Sources
1. 1 2 3 4 5  (en) « Dow Chemical Co/The (DOW:New York): Jeff M. Fettig », sur Bloomberg (consulté le 26 avril 2017)
2. ↑  (en) Kim Crystal, « Whirlpool’s Jeff Fettig: Doing the World’s Laundry », Barron's,‎ 7 mars 2015 (lire en ligne, consulté le 27 avril 2017)
3. 1 2  (en) « CEO Compensation: #237 Jeff M Fettig », sur Forbes (consulté le 26 avril 2017)
4. ↑  (en) Carl Quintanilla, « Whirlpool Taps Fettig as President, Probable Successor to Firm's CEO », The Wall Street Journal,‎ 7 juin 1999 (lire en ligne, consulté le 26 avril 2017)
5. ↑  (en) James R. Hagerty, « Whirlpool CEO's Pay Grows », The Wall Street Journal,‎ 28 février 2011 (lire en ligne, consulté le 26 avril 2017)
6. ↑  (en) « Board of Directors », sur Dow Chemical Company (consulté le 26 avril 2017)
7. ↑  (en) « Members », sur Business Leaders for Michigan (consulté le 26 avril 2017)
8. ↑  (en) « Board of Governors », sur Boys & Girls Clubs of America (consulté le 26 avril 2017)
9. ↑  (en) Mikael Libert, « Amiens: Whirlpool ferme son usine et augmente ses actionnaires », 20 Minutes,‎ 25 avril 2017 (lire en ligne, consulté le 26 avril 2017)
10. ↑  (en) « WHIRLPOOL: PENDANT QUE LES SALARIÉS SONT EN GRÈVE À AMIENS POUR ÉVITER LA DÉLOCALISATION, LES DIVIDENDES DE L'ACTION S'ENVOLENT », France Soir,‎ 25 mars 2017 (lire en ligne, consulté le 26 avril 2017)
11. ↑  (en) Michel Rose, « French presidential foes take spin battle to tumble-drier factory », Reuters,‎ 26 avril 2017 (lire en ligne, consulté le 27 avril 2017)
12. ↑  (en) « Contributors, 2016 cycle », sur OpenSecrets.org (consulté le 26 avril 2017) : « FETTIG, JEFF M MR ST JOSEPH, MI 49085 »
13. ↑  (en) « Jeff Fettig Political Campaign Contributions 2014 Election Cycle », sur Campaignmoney.com (consulté le 26 avril 2017)